# Zygorhiza
Zygorhiza ("raíz de yugo" en griego antiguo) es un género extinto de cetáceos arqueocetos que vivieron en el Eoceno de Estados Unidos (Alabama, Arkansas, Georgia, Luisiana, Misisipi). El holotipo es el espécimen MNB 15324a-b, una parte posterior del cráneo hallado en Clarksville, en sedimentos marinos de la Formación Ocala Formation de Alabama. 
Era un género cercano al célebre Basilosaurus pero era más pequeño y menos alargado. Tenía unos 6 metros de longitud. Zygorhiza tenía aletas, que a diferencia de las de los cetáceos actuales, se podían mover a la altura del codo. Las patas traseras eran rudimentarias, y su cráneo tenía unas mandíbulas temibles con dientes letales. Tenía un cuello compuesto por 7 vértebras.

## Galería

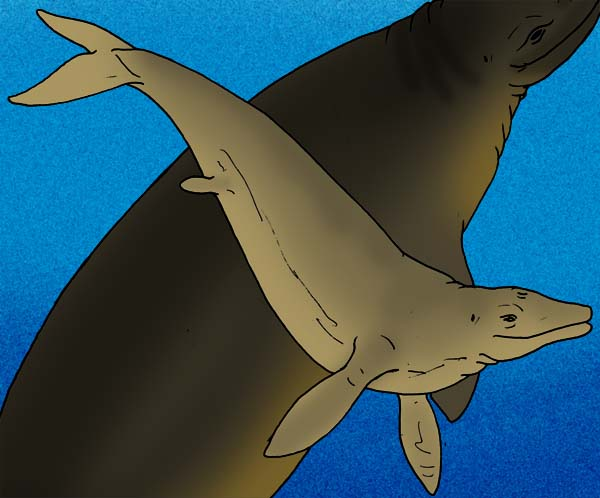
Zygorhiza.
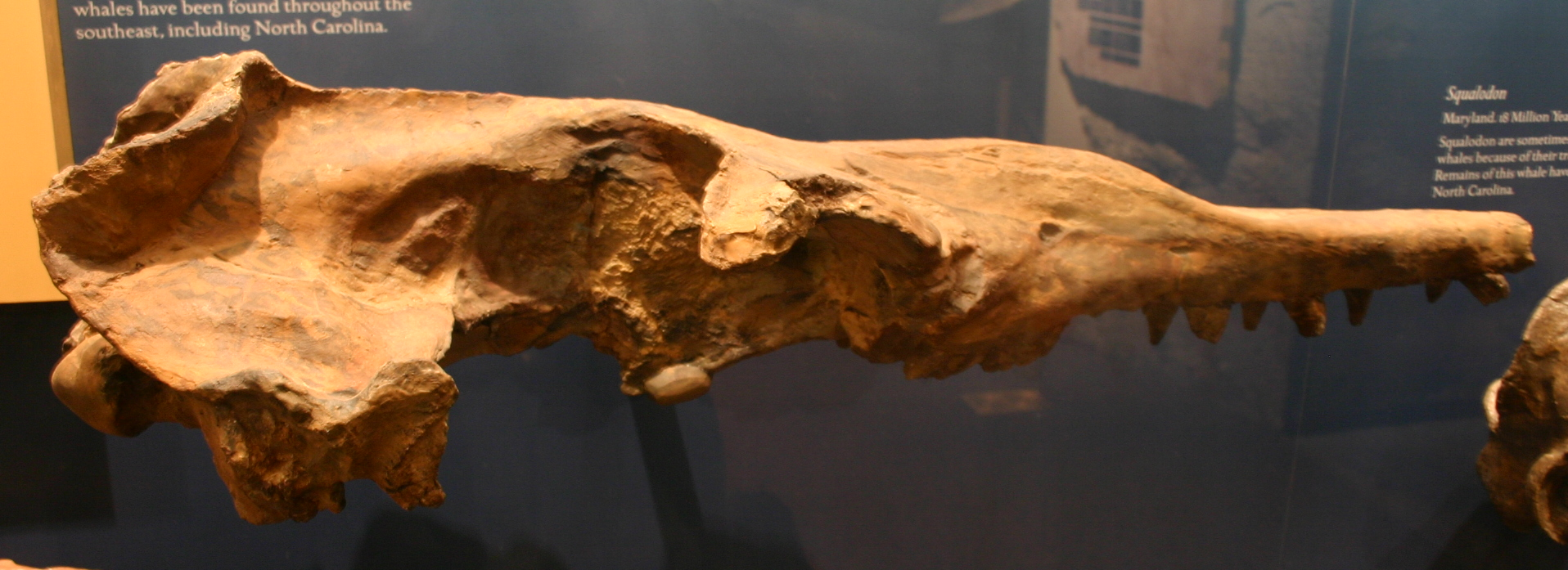
Cráneo de un Zygorhiza